# Paradigma transdiagnóstico
El paradigma transdiagnóstico es un nuevo enfoque en Psicopatología y Psicología clínica que trata de identificar mecanismos cognitivos y conductuales (ya sean causales o de mantenimiento) comunes a varios trastornos mentales. De este modo, afronta el problema de la elevada comorbilidad que se da entre algunos síndromes, para los cuales existe, sin embargo, amplia evidencia de que se trata de entidades diferenciadas (por ejemplo, la ansiedad y la depresión). 
Ha sido el análisis exhaustivo de constructos psicológicos que se encuentran presentes en diversos trastornos de salud mental el que ha puesto de manifiesto la necesidad de que dichos constructos se puedan abordar desde un enfoque que permita comprender los factores que tienen en común, a la vez que mantenga las singularidades de cada uno de ellos.
El paradigma transdiagnóstico va encaminado a proveer a los profesionales de la salud de una potente herramienta para diagnosticar e intervenir en diversos trastornos agrupados en conjuntos o espectros, y de incidir sobre los factores etiológicos y de mantenimiento, superando las limitaciones actuales derivadas de los sistemas categoriales de clasificación de los trastornos mentales.

## Origen y desarrollo
Los principales manuales estadísticos y de diagnóstico de los trastornos mentales -el Manual Diagnóstico y Estadístico de los Trastornos Mentales (DSM) de la American Psychiatric Association, y la Clasificación Internacional de Enfermedades (CIE) de la Organización Mundial de la Salud-, parten de un enfoque categorial que presenta problemas relacionados con su limitada falta de validez, tanto discriminante como conceptual y predictiva. 
Como respuesta a estas dificultades, surgen las propuestas dimensionales, como el Research Domain Criteria (RDoC). Sin embargo, el desarrollo de estas propuestas es aún prematuro, y no ofrece aún alternativas operativas para la práctica clínica.
Ante estas limitaciones, surgen los enfoques basados en factores transdiagnósticos. Un factor transdiagnóstico es una variable o mecanismo común a varios trastornos mentales (como por ejemplo, la intolerancia a la incertidumbre o las intrusiones mentales, comunes a la depresión, los trastornos de ansiedad, y los trastornos alimentarios), que permite una comprensión más integrada de la psicopatología. Es por tanto un enfoque que trasciende las categorías diagnósticas tradicionales para abordar los trastornos mentales de forma compleja, y de esta manera, permitir intervenciones más ajustadas, a la vez que más amplias, sin tener que abandonar los instrumentos categoriales que, actualmente, son la base de la práctica clínica. 
Históricamente, los modelos transdiagnósticos surgieron como una alternativa para la comprensión e intervención en los trastornos de la conducta alimentaria, comórbidos con otras alteraciones como las del estado del ánimo, las obsesiones y compulsiones, así como con el trastorno límite de la personalidad.
De esta manera, el enfoque transdiagnóstico “consiste en entender los trastornos mentales sobre la base de un rango de procesos cognitivos y conductuales etiopatogénicos causales y/o mantenedores de la mayor parte de los trastornos mentales o de grupos consistentes de trastornos mentales”.

## Algunos factores transdiagnósticos en psicopatología
De acuerdo con los avances en la investigación de los últimos 15 años, cada vez hay un mayor consenso en torno al valor de las características transdiagnósticas para organizar la conceptualización e intervención de los trastornos en psicopatología. Algunos de los factores transdiagnósticos en este área son:
- Arritmia sinusal respiratoria: responde a la sincronía entre la frecuencia alta de la variabilidad del ritmo cardíaco y la respiración. Constituye un factor transdiagnóstico general en psicopatología. Este factor ha demostrado estar afectado en todos los trastornos de ansiedad.

## Modelos transdiagnósticos
Uno de los modelos transdiagnósticos que se ha mostrado más útil es el Modelo transdiagnóstico jerárquico de los trastornos emocionales. Este modelo parte de propuestas transdiagnósticas anteriores e incorpora aportaciones recientes de la investigación en este ámbito, y consta de cinco niveles:
Nivel 1: es el nivel superior y más general. En este nivel se sitúan dos constructos transdiagnósticos que se corresponden con dos de los rasgos de personalidad de Eysenck: neuroticismo y extraversión. El primero de ellos tiene especial valor predictor en los trastornos emocionales (especialmente, en la ansiedad y la depresión), mientras que la ausencia del segundo tendrá más relevancia en la depresión. Estos dos factores tienen una importante impronta genética.
Nivel 2: integrado por rasgos clínicos, todos ellos constructos transdiagnósticos relacionado con la etiología (origen o mantenimiento) de los trastornos emocionales. Estos rasgos clínicos son: la sensibilidad a la ansiedad, la intolerancia a la incertidumbre, la tolerancia al estrés, la sensibilidad al asco, la fusión pensamiento-acción y el perfeccionismo. En el desarrollo de estos rasgos, tienen especial importancia las experiencias tempranas: estilos o patrones de apego y de crianza, estrés y traumas experimentados en la primera infancia, y el aprendizaje en esa etapa de la vida.
Nivel 3:  aquí se sitúan las estrategias de afrontamiento de la persona, que pueden dividirse en dos grupos: desadaptativas (fundamentalmente, las estrategias de evitación emocional, que pueden ser cognitivas o conductuales) y adaptativas (funcionan como factores de protección): revaluación, resolución de problemas y aceptación. En este nivel, igual que en los inferiores, las experiencias de aprendizaje en la infancia y a lo lardo del ciclo vital, ya sean directas, vicarias o a través de la trasmisión de información, tienen una mayor relevancia, al igual que las experiencias de estrés vividas.
Nivel 4: aquí se situarían los síndromes o trastornos clínicos a los que va dirigido el modelo (que, obviamente, no son constructos transdiagnósticos, sino categoriales): trastornos de ansiedad y fobias, trastornos depresivos (trastorno depresivo mayor y distimia), trastorno obsesivo-compulsivo y trastorno de estrés postraumático.
Nivel 5: en este último nivel, el menos genérico, se sitúa la sintomatología (signos y síntomas clínicos). Aunque los individuos puedan coincidir en los síntomas de una misma categoría diagnóstica (por ejemplo, trastorno depresivo mayor), y por tanto, recibir el mismo diagnóstico, pueden diferir entre sí de modo significativo (el DSM-5 utiliza criterios politéticos para determinar los diagnósticos). Es decir, los diagnósticos pueden no coincidir necesariamente con el criterio. Del mismo modo, personas con diferentes diagnósticos pueden presentar síntomas comunes a varios trastornos, por el hecho de compartir procesos transdiagnósticos. Vemos, por tanto, que el modelo se ajusta más a lo que es la realidad clínica.